# Chambeyron
Pour les articles homonymes, voir Chambeyron (homonymie).
Le Chambeyron est un ruisseau français qui coule dans le département de la Haute-Loire, en région Auvergne-Rhône-Alpes. C'est un affluent gauche de la Loire.

## Géographie
Le Chambeyron naît dans les bois au sud-est du hameau de Poussac, près du village de Saint-Pierre-du-Champ, mais sur le territoire de la commune de Roche-en-Régnier (Haute-Loire) à 950 mètres d'altitude environ.
De 7,6 km de long, il prend une orientation générale en direction du Sud, vers la vallée de la Loire, ce qui lui donne un aspect de ligne. Il conflue dans la Loire en rive gauche à Vorey, à 538 m d'altitude.
Le ruisseau est bordé par la D26 sur sa rive droite (de Vorey à Leyssac), et sur sa rive gauche, de la randonnée est pratiquée.

## Histoire

### Antiquité
Une ancienne voie romaine passait près du Chambeyron. Celle-ci allait de Feurs (Foro Segustauarv̄) à Saint Paulien (Reuessione / Ruessium), et se prolongeait jusqu'à Rodez (Segodvni). La voie arrivait du hameau de Vertaure, passait par Vorey et partait vers Brigols (l'itinéraire est mentionné dans la Table de Peutinger).

### Époque moderne
Le ruisseau du Chambeyron apparaît sur la carte de Cassini (XVIIIe siècle) mais avec un seul affluent.

### Époque contemporaine
- Sur la rive gauche du Chambeyron, on trouve de nombreuses petites mines, à 1,4 km au Nord-Ouest de Vorey. Découverts dans les années 1880, les filons n'ont été exploités qu'à partir du 31 août 1914 par la famille Delabre. On récoltait dans les roches granitiques de la fluorine, de la barytine, de la pyrite, de la blende et de la galène. Les minerais étaient expédiés par train à Saint-Etienne, via la gare de Vorey, où ils étaient utilisés dans la métallurgie. Les mines ont été fermées en avril 1925, mais sont toujours explorables[8].
- Bien que souvent affecté l'été par la sécheresse, le Chambeyron a connu une très grave sécheresse lors de la canicule de 2003 où il était totalement à sec[9].

## Communes et cantons traversés
Dans le seul département de la Haute-Loire, le Chambeyron traverse trois communes. Dans le sens amont vers aval :
- Roche-en-Régnier (source)
- Saint-Pierre-du-Champ.
- Vorey (confluence).

Soit en termes de cantons, le Chambeyron prend source dans le canton du Plateau du Haut-Velay granitique et conflue dans le canton d'Emblavez-et-Meygal, le tout dans le Pays du Velay.

## Affluents
Le Chambeyron possède quatre affluents (sans noms) référencés :
- ? (en rive droite) : 1,86 km[10]
- ? (en rive droite, naissant dans le village de Leyssac) : 0,92 km[11]
- ? (en rive gauche, naissant au sud-ouest du plateau de Vertaure) : 0,88 km[12]
- ? (en rive gauche, naissant au sud-est du plateau de Vertaure) : 0,63 km[13]

## Écologie
Le ruisseau du Chambeyron est proche de deux ZNIEFF et un site Natura 2000 :
- ZNIEFF 830007985 - Gorges de l'Arzon[14]
- ZNIEFF 830020510 - Gorges de la Loire à Vorey[15]
- FR8301080 - Gorges de l'Arzon[16]

Il est cependant intégré au Site Natura 2000 FR8312009 - Gorges de la Loire.